# Balgarsko gontje
Balgarsko gontje (bulgariska Българско гонче) är en hundras från Bulgarien. Den är en drivande hund specialiserad på vildsvin. Den är inte erkänd av Fédération Cynologique Internationale (FCI), men däremot nationellt erkänd av den bulgariska kennelklubben Balgarskata Republikanska Federatsin po Kinologija (BRFK) och är Bulgariens populäraste jakthund. Balgarsko gontje visades upp första gången 1981 på en jaktmässa i Plovdiv.